# 腰店镇
腰店乡，是中华人民共和国河南省南阳市邓州市下辖的一个乡镇级行政单位。

## 行政区划
腰店乡下辖以下地区：
腰店村、草寺村、曹桥村、夏楼村、黄营村、赵楼村、大薛营村、刘营村、四龙村、赵李营村、崔营村、燕店村、大房营村、前齐村、土楼寨村、丁营村、黑龙村、陈寨村、阎堂村、麦仁店村、绳营村、孙楼村、五龙村、焦林村和西岭村。